# Yvonne Cernota
Yvonne Cernota (ur. 19 września 1979 w Halberstadt, zm. 12 marca 2004 w Berchtesgaden) – niemiecka bobsleistka, brązowa medalistka mistrzostw świata.
Studiowała biochemię. Reprezentowała klub SC Oberbaerenburg. Od 2001 trenowała w kadrze narodowej Niemiec, pod opieką trenera W. Hoppego. Była rozpychającą w załodze pilotki Cathleen Martini. Na mistrzostwach świata 2003 załoga Martini/Cernota zajęła 3. miejsce, 2004 na torze w Königssee - 4. miejsce. Razem z Martini kilkakrotnie stawała na podium zawodów Pucharu Świata; w lutym 2004 w Siguldzie zdobyły (a także druga rozpychająca, Sandra Germain; Martini startowała z obiema rozpychającymi na zmianę) pierwsze w historii kobiecych bobslejów Mistrzostwo Europy.
Zmarła w wyniku poważnych obrażeń głowy, których doznała w wypadku podczas ślizgu treningowego w Königssee 12 marca 2004. W dolnej części toru na zakręcie uderzyła w wewnętrzną bandę i została wyrzucona poza tor. Jadący z nią Stefan Grandi doznał urazu ramienia.